# Sierhiejówka
Sierhiejówka (ukr. Сергіївка) – wieś na Ukrainie w rejonie łuckim obwodu wołyńskiego.
Do 2020 w rejonie horochowskim. 